# 180
Évszázadok: 1. század – 2. század – 3. század
Évtizedek: 130-as évek – 140-es évek – 150-es évek – 160-as évek – 170-es évek – 180-as évek – 190-es évek – 200-as évek – 210-es évek – 220-as évek – 230-as évek
Évek: 175 – 176 – 177 – 178 –  179 – 180 – 181 – 182 – 183 – 184 – 185

## Események
- Új-Zélandon kitör a Taupo vulkán. A kitörés a leghevesebbek közé tartozik az utóbbi 5 ezer évben.

### Római Birodalom
- Lucius Fulvius Rusticus Caius Bruttius Praesenst és Sextus Quintilius Condianust választják consulnak.
- Március 17-én Vindobonában vagy Sirmiumban meghal Marcus Aurelius császár. Utóda 18 éves fia, Commodus. Száz éve, Vespasianus óta először fordul elő, hogy egy császárt vér szerinti fia kövessen a trónon.
- Commodus békét köt a kvádokkal és a markomannokkal. Megtiltja, hogy 7 km-nél közelebb menjenek a Dunához, valamint hogy hadat viseljenek a Rómával szövetséges vandálok ellen.
- Commodus visszatér Rómába és október 22-én diadalmenetet tart a germánok fölött aratott győzelemért.
- Commodus leértékeli a római pénzt, csökkenti a denarius ezüsttartalmát és az ezüst tisztaságát is.
- Commodus elődeitől eltérően nem érdeklődik a birodalom adminisztratív ügyei iránt és a kormányzás napi ügyeit nagyrészt kegyencére, a görög Szaóteroszra hagyja.
- Az észak-afrikai Scilliumban kivégeznek 12 keresztényt, mert nem hajlandóak felesküdni az új császárra.
- Véget ér az antoninusi járvány.

### Kína
- Ling császár császárnéi rangra emeli ágyasát, Hót, aki az egyetlen, csecsemőkort túlélt fiát szülte.

## Születések
- I. Ardasír, a Szászánida Birodalom alapítója
- Iulia Soaemias, Elegabal római császár anyja

## Halálozások
- március 17. – Marcus Aurelius római császár
- Lukianosz, görög író
- Aulus Gellius, római író
- Gaius, római jogász
- Hégészipposz, keresztényí író
- Szardeszi Szent Meliton, keresztény püspök

## Fordítás
- Ez a szócikk részben vagy egészben  a(z)   180 című angol Wikipédia-szócikk ezen változatának fordításán alapul.  Az eredeti cikk szerkesztőit annak laptörténete sorolja fel. Ez a jelzés csupán a megfogalmazás eredetét és a szerzői jogokat jelzi, nem szolgál a cikkben szereplő információk forrásmegjelöléseként.